# オレゴン・トレイル

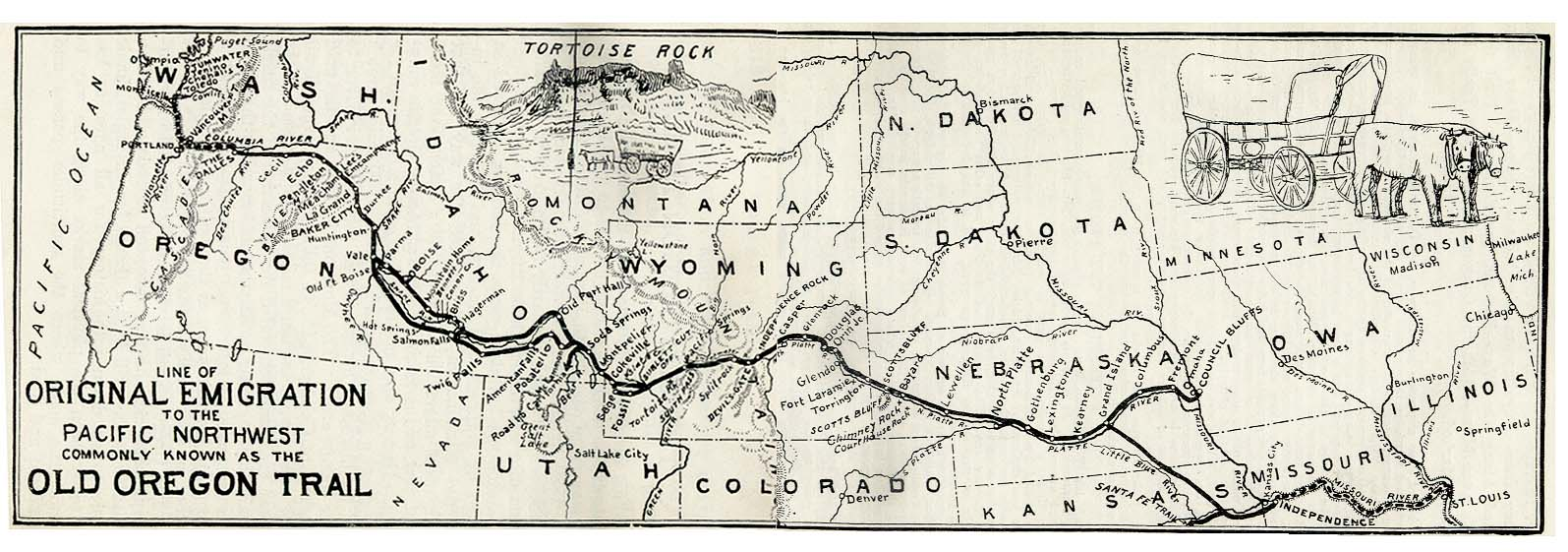
1852年-1906年のオレゴン・トレイル

オレゴン・トレイル（オレゴン街道とも呼ばれる、英: Oregon Trail）は、19世紀に北アメリカ大陸の西部開拓時代にアメリカ合衆国の開拓者達が通った主要道の一つである。オレゴン・トレイルはマニフェスト・デスティニー、すなわちアメリカ合衆国を大西洋から太平洋まで拡げるという文化的目標の達成に貢献した。幌馬車で大陸の半分にあたる2,170マイル (3,500 km)を5,6ヶ月かけて旅した道程は、後にミズーリ州、カンザス州、ネブラスカ州、ワイオミング州、アイダホ州およびオレゴン州となった6州にまたがっていた。1841年から1869年の間、オレゴン・トレイルは現在のアメリカ合衆国となった太平洋岸北西部に移住する開拓者に使われた。1869年に大陸横断鉄道が開通すると、この道を長距離で旅する人は減少し、徐々に鉄道に置き換わっていった。

## 歴史

### アスター遠征隊

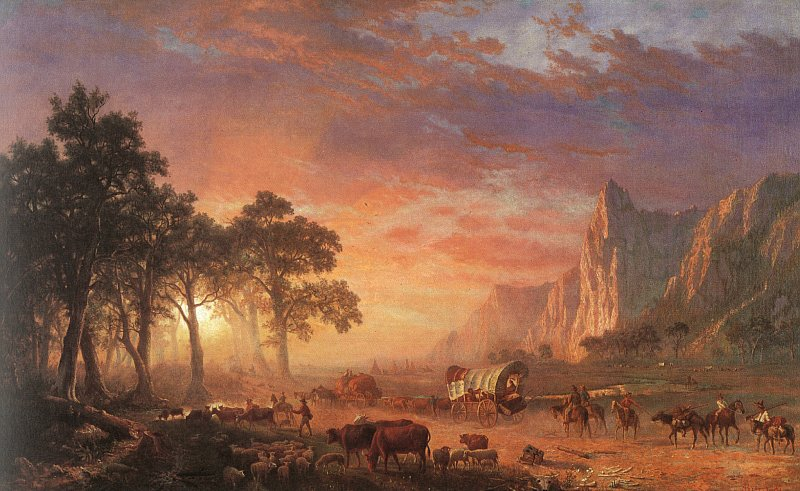
旅の光景

現在のアメリカ合衆国を横切る最初の陸路は1804年から1805年にかけて行われたルイス・クラーク探検隊のとった経路だった。探検隊は西海岸に至る実際的な経路を発見したと信じた。しかし、ロロ・パスと呼ばれるロッキー山脈を抜ける経路は幌馬車が通るには難しすぎるということが分かってきた。1810年、ジョン・ジェイコブ・アスターがアスター遠征隊（アストリアンとも）を起こし、アストリア砦のあるコロンビア川河口に毛皮の交易所を作るために陸路の物資供給経路を見つけようとした。アスターの同行者の大半やそのスタッフ全員は元ノースウエスト会社（ノーウエスターとしても知られている）の雇員であった。
この地を領土としていたインディアン部族のブラックフット族の攻撃を恐れた遠征隊はルイス・クラーク遠征隊の経路よりも南の峠を選び、現在のサウスダコタ州からワイオミング州に入りスネーク川を下ってコロンビア川に入った。
遠征隊のメンバーでノーウエスターの共同経営者でもあったロバート・スチュアート達は、帰路東方に向かった。遠征隊は途次、峠道サウス・パスを見つけた。これは広くて高度の低い峠で、ワイオミングでロッキー山脈を抜けるものである。遠征隊はプラット川を通って旅を続けた。この経路は幌馬車でも通れることがわかった。スチュアートの日記にはその細部まで行き届いた描写がある。
遠征隊が帰路につく前、アメリカ毛皮会社のスタッフがイギリスのノースウエスト会社のスタッフに砦を売った。ノースウエスト会社のスタッフは米英戦争の時にスネーク川経由でその交易所を運営した。アストリア砦は米英戦争の終戦でアメリカ合衆国に返還された。しかし、イギリスのハドソン湾会社がこの地域の毛皮交易を管理するためにやって来て、特に1821年のノースウエスト会社との合併後は管理を強めた。

### 大アメリカ砂漠
しかし、西部の開拓は直ぐには始まらなかった。1806年のゼブロン・パイク中尉や1819年のスティーブン・ロング少佐による遠征隊の報告書では、グレートプレーンズ（大平原）を「人間が住むには適していない」とし、「大アメリカ砂漠」とも表現していた。この記述は主に木材や地表水が比較的見られなかったことに基づいていた。砂の多い荒地のイメージが「砂漠」という言葉で増幅され、バッファローの大きな群れに関する多くの報告書では和らげられた。オガララ帯水層が発見されて灌漑に使われ、鉄道が遠隔地の市場まで農業生産物を運び、木材を運んで来るようになって初めて開拓が進み始めた。この間、グレートプレーンズは大方の開拓者達の興味を惹かないままであり、特にオレゴンの肥沃な台地、大きな川および海港と比較したときはそうだった。
オレゴン・トレイルの経路は1823年には既にフランス系カナダ人の毛皮交易業者や探検家によって調査が進み始めた。この道は1830年代には毛皮交易業者、伝道者、軍隊の遠征軍などに頻繁に使われるようになった。それと同時に個人の小さな集団や時には家族が道を辿り始め、ワシントン州のバンクーバー砦まで辿り着いた者もいた。

### ピオリア隊
1839年5月1日、イリノイ州ピオリアの人々がアメリカ合衆国のためにオレゴン・カントリーに殖民として入り、またそこで活動するイギリスの毛皮交易会社を追い出すために故郷を出発した。ピオリア隊の人々はオレゴン・トレイルに足跡を残した最初の開拓者であった。この人々をトマス・J・ファーナムが引率し、自分達のことをオレゴン・ドラグーンズと呼んだ。人々は「オレゴン、さもなくば墓場を」という標語を書いた大きな旗を持って行った。この集団は経路の途中で分かれていったが、そのうちの何人かはオレゴンに到着し、その地域の初期開拓者の中でも著名な者となった。

### エルム・グラブ遠征隊
1842年5月16日、ミズーリ州エルム・グラブからオレゴン・トレイルを通る最初の幌馬車隊が組織されて出発した。これには100名以上の開拓者が参加したが、隊に入っていた人によってその数は様々であり、ある者は160名の大人と子供がいたと語り、他の者は105名に過ぎなかったと言った。この隊を率いたのはイライジャ・ホワイトであり、この地域の最初のアメリカの役人としてオレゴンのインディアン準代理人に指名されていた（連邦議会で確認されてはいない）。バンクーバーのハドソン湾会社の支配人ジョン・マクローリンはアメリカの移民を奨励しないという会社の方針にも拘らず、アメリカ人開拓者には頑健な人々が飢えるのを見るに忍びず信用貸しで食べ物や農業用具を提供した。

### 無償の土地
開拓を進める最大の推進力は無償の土地を提供したことだった。1843年、ウィラメットバレーの開拓者達は52対50という結果になった投票で地域内の土地所有権を明らかにする憲法を採択した。結婚している夫婦は640エーカー（1平方マイル、260 haで1区画）までの土地を無償で所有でき、単身者は320エーカー (130 ha)を所有できた。
1848年、アメリカ合衆国は公式にオレゴン・カントリーをアメリカの準州と宣言した。そこは1846年のオレゴン条約で実質的に区分されていた。1850年の土地寄付法がそれまでの法律に置き換わったが、それ以前の所有権は認めた。1850年以降の開拓者は、結婚している場合は半区画320エーカー (130 ha)の土地、単身者は4分の1区画160エーカー (65 ha)の土地の所有を認められた。4年間の居住と農耕が条件であった。1854年、土地は無償ではなくなったが、当初は1エーカー当たり1.25ドル、すなわち1ヘクタール当たり0.51ドルと安価であった。

### 経路の開通
「1843年の大移住」あるいは「1843年の幌馬車隊」とは、マーカス・ホイットマンに率いられたおよそ1,000人の移民がウィラメットバレーに到着したものである。その後に何十万人もの人々が続き、特に1848年にカリフォルニアで金鉱が発見された後に増えた。オレゴン・トレイルは南北戦争の間も使われていたが、1869年に大陸横断鉄道が開通した後は交通量が減った。1890年代までは利用が続き、現在では高規格道路がオレゴン・トレイルに平行して走っている。アメリカ国道26号線はオレゴン・トレイルのほぼ全行程を通っている。
大陸横断鉄道ができる前の初期開拓者が通った経路は、南アメリカのホーン岬を回る海上経路か南北アメリカの中間にある地峡（現在のパナマ）を通るものであった。パナマでは障害となる湿地や熱帯雨林が待ち構える中をラバの隊列で難行苦行して通っていった。太平洋岸に出ると船に乗り換え、通常サンフランシスコに上陸した。

## 経路
ミズーリからオレゴンまでの経路には多くの切り通しや近道がある。基本的な経路は川の峡谷を抜けている。当初ミズーリ州インデペンデンスすなわちカンザスシティを出発してワカルサ川の南、サンタフェ・トレイルを歩む。カンザス州ローレンスでオリード山を越えた後、トピカの近くでカンザス川を渡り、ネブラスカの方に折れてリトル・ブルー川に沿って行き、プラット川の南岸に至る。プラット川、ノース・プラット川およびスウィートウォーター川を辿って行くと、ワイオミングでロッキー山脈のサウス・パスに到着する。サウス・パスからはほぼスネーク川に沿って下り、オレゴン州ダラスでコロンビア川に出合う。そこからウィラメットバレーに至る経路には長い間にできた幾つかのわき道や経路の選択肢があるが、コロンビア川を船で下るやり方やサンティアム馬車道、アップルゲイト・トレイルあるいは最も人気のある経路としてバーロー道路がある。
エルム・グラブから編成されて出発した最初の数隊は、オレゴン・トレイルの出発点をミズーリ川沿いにあるインデペンデンスあるいはカンザスシティのウエストポートとしていた。ミズーリ川沿いにある幾つかの街からも隊列を送り出しており、出発点だと主張している。ウエストン、フォート・レブンワース、アチソンおよびセントジョーゼフである。
オレゴン・トレイルの終着点は、当時オレゴン準州の州都として提案されていたオレゴンシティであった。しかし、多くの開拓者は途中で道を外れて行くか、手前で止まり、経路沿いの都合の良い土地あるいは前途有望な土地に定着した。開拓者に同行して西部に行った商人はこれら開拓地の繁栄のために必要な地域経済の確立のために初期開拓者達を支援した。ネ・ペルセ族やショーショーニー族など友好的な部族は、他のインディアン部族から幌馬車隊を護衛してくれた。
オレゴン・トレイル沿いには多くの道がある。これらにはイリノイ州からユタ州に至るモルモン・トレイルやカリフォルニアの金鉱地に至るカリフォルニア・トレイルなどがある。
また、経路沿いの多くの場所でカットオフと呼ばれる別の道があり、近道をしたり、あるいはより難しい地形を通ることもできる。ランダー＆サブレットのカットオフは主要経路よりも山を抜ける近道であり、ブリジャー砦を迂回している。後年、ソルトレイクをカットオフしてソルトレイクシティに行く道ができた。この他には、ブリジャー砦からオレゴン・トレイルを分岐し、カリフォルニア・トレイルの途中へと至るヘイスティングズ・カットオフがあり、西部開拓時代の悲劇として著名なドナー隊が利用したことでも知られる。
アイダホ州、カンザス州、オレゴン州およびワイオミング州に残っている道は国定歴史史跡に登録されている。

### 道標
オレゴン・トレイルでは、多くの岩の形状が有名な道標となり、それらを開拓者たちは道しるべとし、また次にやってくる開拓者へメッセージを残した。開拓者が遭遇した最初の道標はネブラスカ州西部のコートハウス＆ジェイル・ロック、チムニー・ロックおよびスコッツ・ブラフである。ワイオミング州ではレジスター・ブラフと呼ばれる道標となる崖やインデペンデンス・ロックに開拓者の名前が彫りこまれている。道沿いにあるワイオミングの道標、エアーズ自然橋はその名前で州立公園となっている。

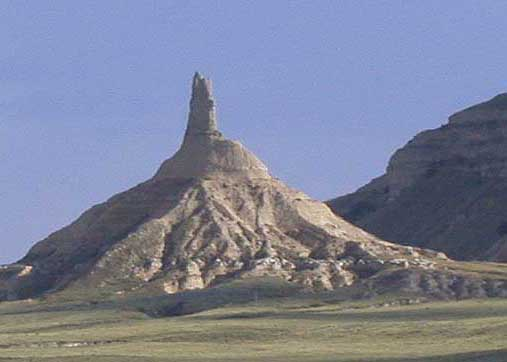
チムニー・ロック
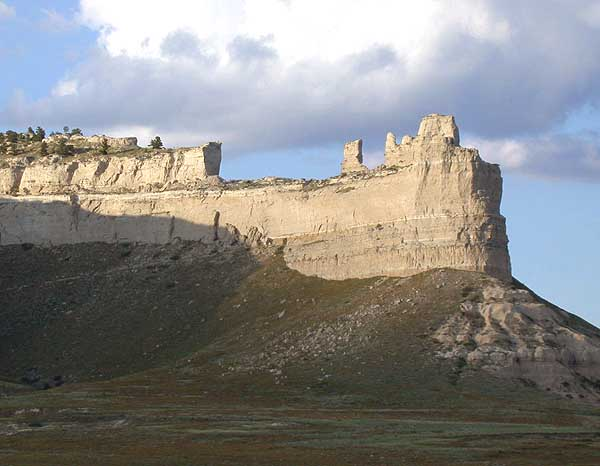
スコッツ・ブラフ

## 旅の装備

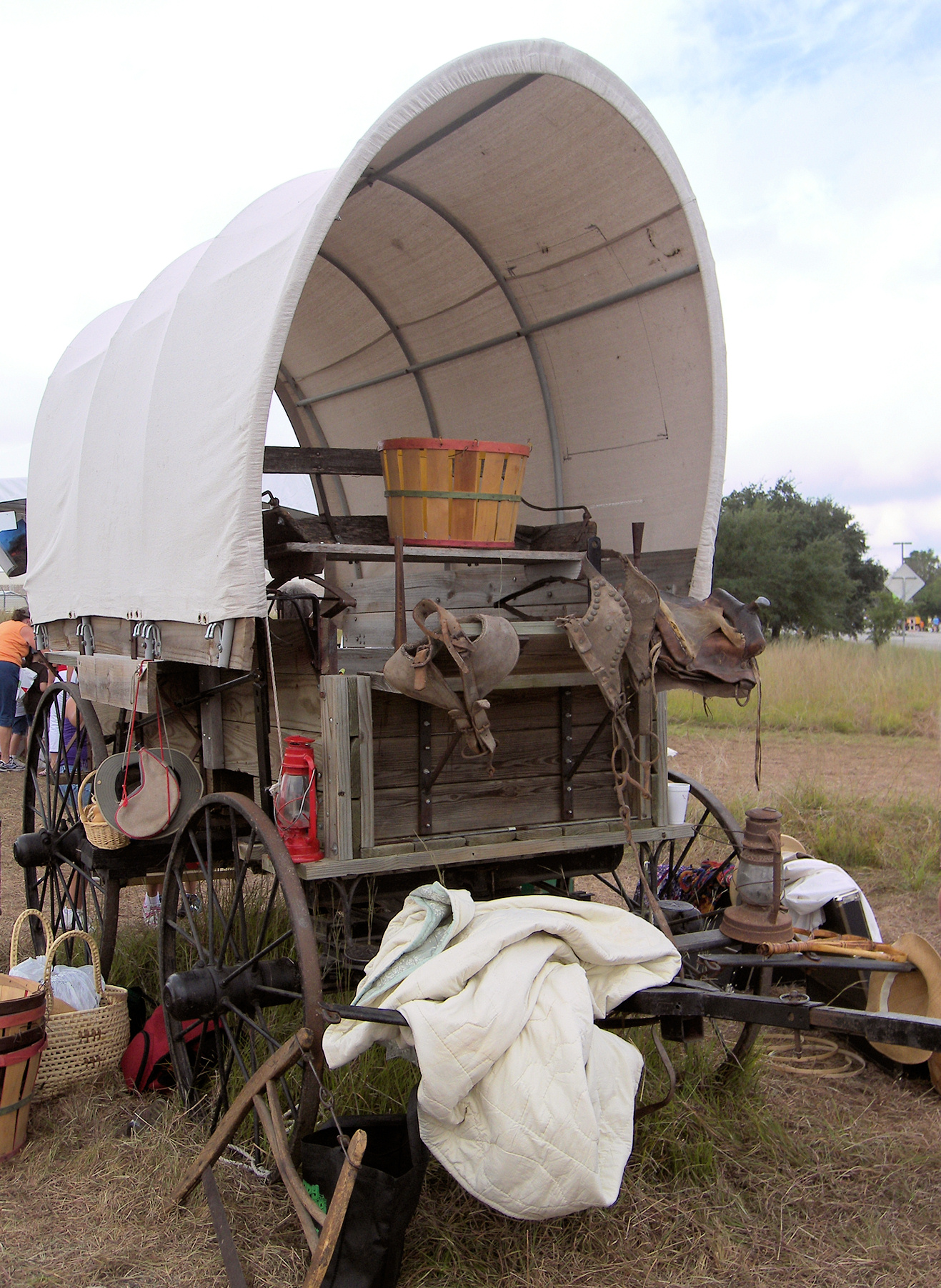
幌馬車

オレゴン・トレイルは距離が長く当時の東部で貨物輸送の大半に使われた標準的コネストーガ幌馬車では厳しいものであった。これら大きな荷車はそれを曳く牛の隊列も行程の3分の2くらいで死んでしまい、その不幸な所有者は荒涼とした孤独な台地で立ち往生してしまうという評判があった。そうした時の唯一の解決法は所持品を全て捨てて抱えたり引き摺っていける物資や道具とともにとぼとぼと歩くことであった。1846年のカリフォルニア・トレイルの場合、カリフォルニアを目指したドナー隊は11月のシエラネバダで豪雪に阻まれ、生き残った者は人肉を食する手段に訴えるしかなかったと言われている。
このことで俄かに大型幌馬車が開発された。この馬車は大きなコネストーガ幌馬車の半分くらいの大きさであるが、大量に生産された。オレゴン・トレイルの条件に合うように設計されており、当時の技術としては傑作であった。荷車の覆いは雨を弾くように亜麻仁油が塗られていた。しかし、この幌でも結局は雨漏りがした。
推奨された食糧は成人男性1人につき、小麦粉150ポンド (70 kg)、コーンミール20ポンド (9 kg)、ベーコン50ポンド (25 kg)、砂糖40ポンド (20 kg)、コーヒー10ポンド (5 kg)、乾燥果物15ポンド (7 kg)、塩5ポンド (2 kg)、重曹（ベイキングソーダ）0.5ポンド (0.25 kg)、紅茶2ポンド (1 kg)、米5ポンド (2 kg)および豆類15ポンド (7 kg)だった。

## 統計
オレゴン準州への移民は大移動の年である1840年から1852年の間に大きく膨れ上がった。ウィリアム・E・ヒルによる『オレゴン・トレイルの統計』によると、移民の数は1840年の13人から4年後には1,475人になり、その後も倍倍で増えて、1847年には4,000人に達した。1850年の前には少し落ち着いて6,000人がオレゴンに向かった。1851年は減少して3,600人となったが、1852年には10,000人に急増した。この同じ年にユタ州とカリフォルニア州には60,000人ほどが移住した。1853年から1854年にかけては13,500人が移住し、オレゴンが州に昇格した1859年には5,000人が移り住んだ。
1840年から1859年までの20年間で約52,000人がオレゴンに移住したが、その5倍近い人々がカリフォルニアかユタに殺到した。
数字は大きく見えるが - 特に時代を考えると - 31の州の故郷に留まることを選んだ人々はさらに莫大な数にのぼる。このことについての説明は、通説では当時の案内人キット・カーソンが「臆病者は出発しなかったし、弱い者は途中で死んだ」と言ったということで表されている。ある資料では移民の10分の1は途上で倒れたという。

## 遺産
西部開拓とオレゴン・トレイルは特に開拓者の経験を伝える多くの歌に残されている。「アンクル・サムの農場」は東海岸の住人に「今すぐおいで。土地は十分に広くて怖がるには値しない。アンクル・サムは金持ちで農場を与えてくれる」と歌って移民を奨励した。「ウエスタン・カントリー」では、歌い手が「もしも馬が全くなければ、私が引っ張って行こう。このロッキー山脈を越えてオレゴンへ行こう」と誘った。
1995年から1998年に新しい自動車を購入する時、オレゴンの人々は追加料金を払って特別のオレゴン・トレイル記念ナンバープレートを購入した。
オレゴン・トレイルの物語から『オレゴン・トレイル』という名前のコンピュータゲームも作られた。